# (2183) Neufang
(2183) Neufang (1959 OB; 1933 MC) ist ein Asteroid des mittleren Hauptgürtels, der vom deutschen Astronomen und Geophysiker Cuno Hoffmeister am 26. Juli 1959 am Boyden Observatory bei Bloemfontein (IAU-Code 074) entdeckt wurde.

## Benennung
(2183) Neufang wurde nach Neufang, einem Stadtteil der Stadt Sonneberg in Thüringen, benannt. In Neufang befindet sich die Sternwarte Sonneberg (IAU-Code 031), der Entdecker Cuno Hoffmeister lebte und arbeitete dort jahrzehntelang, indem er die Sternwarte Sonneberg gegründet hatte. Die Benennung wurde von den Mitarbeitern der Sternwarte Sonneberg vorgeschlagen.